# San Martino I Papa
San Martino Primo Papa ou San Martino I Papa é uma igreja de Roma localizada na Via Veio, 37, no quartiere Appio-Latino, a sudeste de San Giovanni in Laterano e perto da estação de metrô San Giovanni. É dedicada ao papa São Martinho I

## História
Esta igreja é sede de uma paróquia criada em 1965, criada numa data relativamente tarde para os subúrbios mais próximos do centro de Roma. Seu território foi recortado das paróquias de Ognissanti, Natività di Nostro Signore Gesù Cristo a Via Gallia e Santi Fabiano e Venanzio. A igreja foi projetada por Giuseppe Russo Rocca e as obras terminaram no mesmo ano. O interior foi reformado em 2015.

## Descrição
Santa Martino fica no piso térreo de um bloco de apartamento e sua estrutura não tem identidade arquitetural própria, com exceção de uma larga porta de madeira com duas folhas de frente para um pequeno pátio de esquina com a Via Veio.
O interior tem uma parede voltada para o exterior do lado esquerdo, mas todas as outras estão no interior do bloco e, por isso, não tem janela. A planta conta com um grande vestíbulo quadrado e uma nave simples com três baias separados por um par de colunas quadradas. As paredes laterais da nave estão revestidas em blocos de calcário travertino rudemente cortados e as baias estão separadas por profundas colunas embutidas. Elas sustentam vigas de pedra transversais que se projetam do teto. Cada baia do teto tem três zonas diagonais, uma central plana e mais alta flanqueada por duas descendo para os lados. Cada um destes painéis inclinados tem um espaço trapezoidal com as luminárias.
Colunas, vigas e o teto estão pintados de branco. O piso é de azulejos quadrados de terracota rosada.
O presbitério fica no final da nave sobre uma plataforma elevada acima de dois degraus. Um part de largas colunas de apoio estão nas duas extremidades e um par de colunas mais estreitas fica no fundo do altar, flanqueando o sacrário, que está afixado numa cruz branco sobre um fundo dourado. Um retrato de São Martinho num tondo está numa coluna do lado esquerdo.